# 黑麦状雀麦
黑麦状雀麦（学名：Bromus secalinus），又名欧雀麦，为禾本科雀麦属下的一个种。

## 扩展阅读
維基物種上的相關：黑麦状雀麦